# Geolocalização da internet
Na área da computação, a geolocalização na Internet é um software capaz de deduzir a posição geográfica de um dispositivo conectado à Internet. Por exemplo, o endereço IP do dispositivo pode ser usado para determinar o país, cidade ou código postal, estabelecendo sua localização geográfica. Outros métodos incluem a análise de pontos de acesso Wi-Fi, um endereço de MAC, metadados de imagem ou informações de cartão de crédito.